# 张富治
张富治(1964年9月-)，男，汉族，河南上蔡人。1983年7月参加工作，1985年9月加入中国共产党，河南省委党校行政管理专业毕业，党校研究生学历，经济学硕士。现任南阳市政协主席。

## 简历
1980年9月至1983年7月在百泉农专植保专业学习；
2004年4月，任确山县人民政府县长（2004年9月至2007年6月在河南省委党校行政管理专业学习，取得党校研究生学历）；
2006年5月，任息县县委书记（2007年6月获得河南财经学院经济学硕士学位）；
2012年7月，任信阳市人民政府副市长；
2016年9月，任中共南阳市委常委、宣传部长；
2022年2月，当选南阳市政协主席。